# IV. třída okresu Teplice
IV. třída okresu Teplice tvoří společně s ostatními skupinami čtvrté třídy nejnižší (desátou nejvyšší) fotbalovou soutěž v České republice. Je řízena Okresním fotbalovým svazem Teplice. Hraje se každý rok od léta do jara se zimní přestávkou.

## Vítězové

### IV. třída okresu Teplice
| Ročník  | Vítězný tým         |
| ------- | ------------------- |
| 2004/05 | TJ Sokol Háj        |
| 2005/06 | TJ Baník Modlany B  |
| 2006/07 | Sokol Křemýž        |
| 2007/08 | Sokol Kladruby      |
| 2008/09 | Sokol Suché B       |
| 2009/10 | Sokol Křemýž        |
| 2010/11 | Sokol Suché B       |
| 2011/12 | FK Braňany Mlékárna |
| 2012/13 | FK Hrobčice         |
| 2013/14 | soutěž zrušena      |